# Valašské Meziříčí
Valašské Meziříčí [ˈvalaʃskɛ: ˈmɛzɪr̝i:tʃi:] (deutsch Wallachisch Meseritsch) ist eine Stadt der Mährischen Walachei im Bezirk Vsetín.

## Name
Der Ortsname Valašské Meziříčí geht zum einen auf die Walachen zurück, die zwischen dem 14. und 17. Jahrhundert in die noch heute als Mährische Walachei bezeichnete Region einwanderten. Der zweite Namensteil bedeutet im Tschechischen zwischen den Flüssen.

## Geographie
Die Stadt befindet sich am Zusammenfluss der Vsetínská Bečva und Rožnovská Bečva zur Bečva. Sie liegt zu Füßen der Hosteiner Berge, Wsetiner Berge und der Mährisch-Schlesischen Beskiden.

## Geschichte
Ursprünglich bestand Valašské Meziříčí aus zwei Orten: Krásno nad Bečvou und Meziříčí, am rechten beziehungsweise linken Ufer der Rožnovská Bečva.

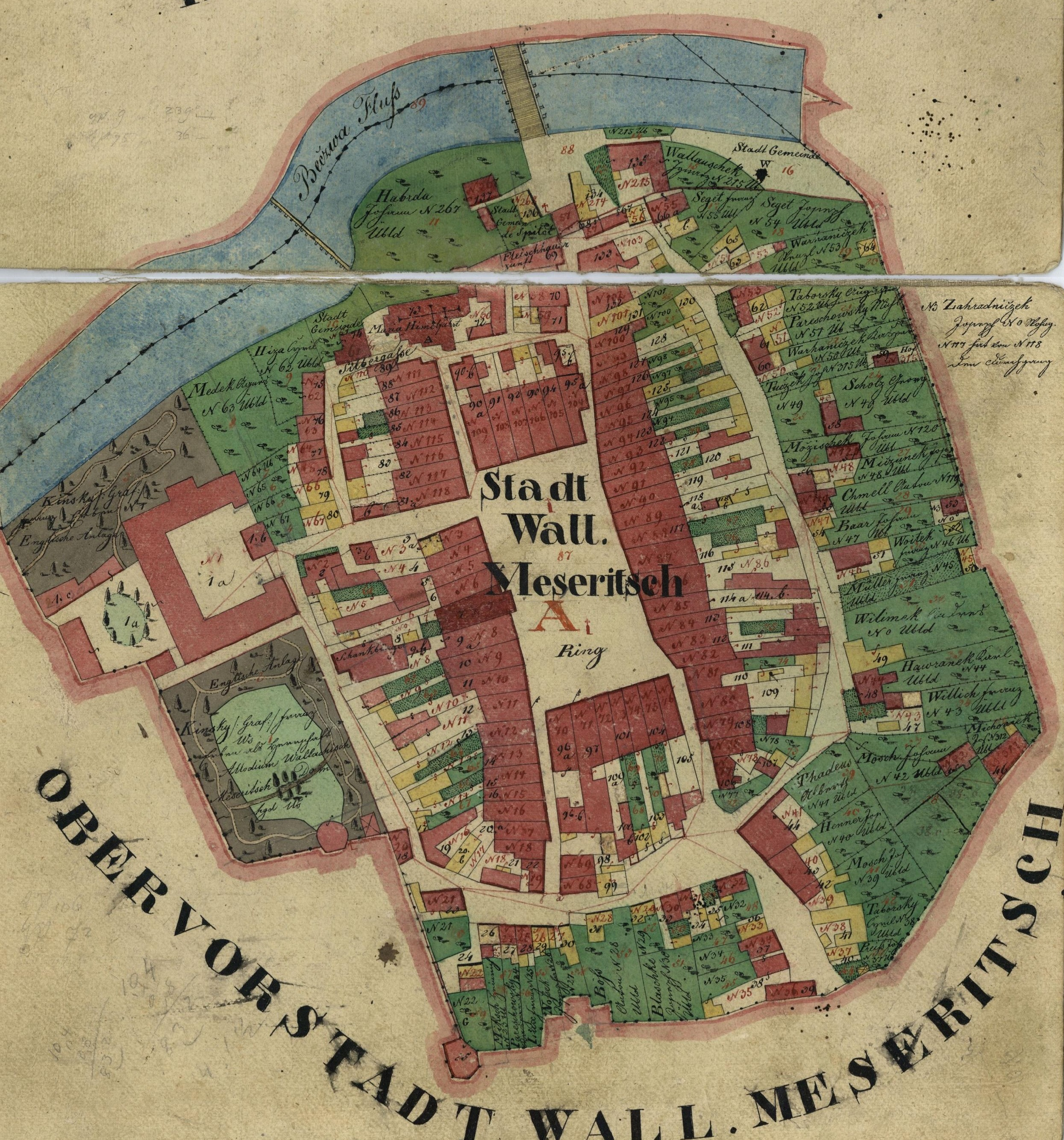
Indikationsskizze (1834)

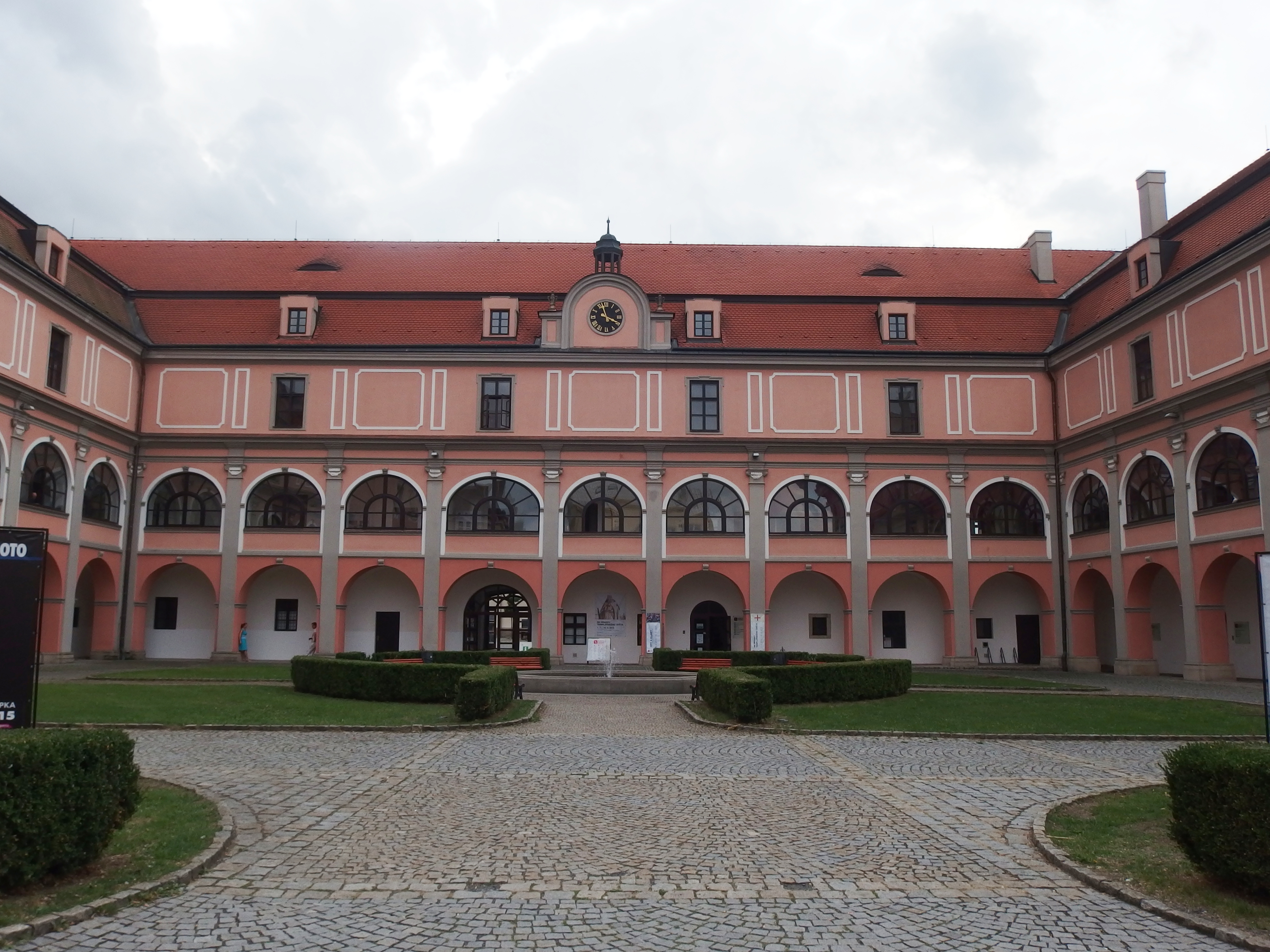
Schloss der Grafen Zierotin

Das erste Mal urkundlich erwähnt wurde Meziříčí 1297, nicht ganz 100 Jahre später wurde ihm Stadtrechte verliehen. Bis Mitte des 15. Jahrhunderts gehörte Meziříčí zur bischöflichen Lehnsherrschaft Arnoltovice und wurde danach zum Sitz dieser Herrschaft. Bis in das 18. Jahrhundert wurde Meziříčí noch ohne den Zusatz Valašské verwendet. Zwischenzeitlich wurde aber auch Meziříčí nad Bečvou oder Meziříčí pod Rožnovem verwendet. 1924 schlossen sich Krásno und Meziříčí zusammen.
Im Jahr 1942 wurden die rund 150 Juden von Valašské Meziříčí über Theresienstadt in die Konzentrationslager von Auschwitz und Treblinka deportiert. Die Gemeinde weihte zum Gedenken daran im Jahr 2004 ein Holocaust-Mahnmal ein.
Nach 1945 entwickelte sich Valašské Meziříčí zu einem Zentrum der chemischen sowie Glasindustrie. International spielt davon heute aber nur noch die chemische Industrie eine Rolle, die durch Gobelin vertreten wird. Schott Solar betrieb hier von 2009 bis 2012 eine 40-MW-Produktionslinie für Solarmodule. Mit der Firma Robe lighting ist zudem seit 1994 der mittlerweile international führende Hersteller für Beleuchtungstechnik in der Eventindustrie in Valašské Meziříčí ansässig, mit mehr als 750 Mitarbeitern und einem über 75.000 m² großen Werk.
Auf dem Stadtfriedhof entstand zwischen 1998 und 2001 der zentrale Sammelfriedhof für die im Zweiten Weltkrieg in Nordmähren gefallenen Soldaten mit 3100 Grabstellen. Zusätzlich errichtete die Stadt dort mehrsprachige Gedenktafeln für die Toten anderer Kriege und Nationen.

## Ortsgliederung
Die Stadt Valašské Meziříčí besteht aus den Ortsteilen Bynina (Binina), Hrachovec (Hrachowetz), Juřinka (Jurschinka), Krásno nad Bečvou (Krasna), Lhota (Lhota bei Chorin), Podlesí und Valašské Meziříčí (Walachisch Meseritsch) sowie den Ortschaften Brňov (Bernau) und Křivé (Kriwy).

## Sehenswürdigkeiten
- Rathaus
- Zu den Aposteln (Valašské Meziříčí)

## Söhne und Töchter der Stadt
- Franz Liharzik (1813–1866), Wiener Kinderarzt und Naturwissenschaftler
- Bohumil Mořkovský (1899–1928), Turner
- Rudolf Pernický (1915–2005), Widerstandskämpfer
- František Hanus (1916–1991), Schauspieler und Theaterregisseur
- Jiří Křižan (1941–2010), Drehbuchautor und Politiker
- František Jež (* 1970), Skispringer
- Radomír Vašek (* 1972), Tennisspieler
- Radim Kučera (* 1974), Fußballspieler
- Helena Zeťová (1980–2024), Sängerin
- Jaroslav Levinský (* 1981), Tennisspieler
- Milan Baroš (* 1981), Fußballspieler
- Lucie Hrstková (* 1981), Skirennläuferin
- Pavel Mičkal (* 1984), Handballer
- Tomáš Berdych (* 1985), Tennisspieler
- Markéta Irglová (* 1988), Musikerin und Schauspielerin
- Zdeněk Stromšík (* 1994), Sprinter
- Kamila Dubcová (* 1999), Fußballspielerin
- Michaela Dubcová (* 1999), Fußballspielerin
- Roman Staněk (* 2004), Automobilrennfahrer
- Klára Ulrichová (* 2004), Skispringerin

## Städtepartnerschaften
- Bussum (Niederlande)
- Budva (Montenegro)
- Čadca (Slowakei)